# Campionato lituano di calcio a 5
Il campionato lituano di calcio a 5 è un insieme di tornei di calcio a 5, nazionali e regionali, organizzati dalla Federazione calcistica della Lituania. La prima divisione è chiamata "A lyga".

## Storia
Il campionato lituano si svolge regolarmente dalla stagione 1999-00 ed è storicamente dominato dalle squadre di Kaunas, culla della disciplina in Lituania. Nelle prime cinque edizione si impose infatti l'Inkaras Kaunas. Nella stagione 2004-05 il Nautara interruppe l'egemonia dei concittadini vincendo il secondo alloro nazionale al termine della stagione 2007-08. L'ascesa del Vytis, divenuto Žalgiris nel 2021, ha monopolizzato la competizione: tra il 2017 e il 2024 la squadra ha vinto otto edizioni consecutive di A lyga, diventando la società lituana più blasonata. Inkaras (il titolo più recente risale al 2015) e Nautara (ultimo successo nel 2013) seguono i rivali potendo vantare sei titoli ciascuno.

## Albo d'oro
- 1999-2000:  Inkaras Kaunas (1)
- 2000-2001:  Inkaras Kaunas (2)
- 2001-2002:  Inkaras Kaunas (3)
- 2002-2003:  Inkaras Kaunas (4)
- 2003-2004:  Inkaras Kaunas (5)
- 2004-2005:  Nautara (1)
- 2005-2006:  Nafta Mazeikiai (1)
- 2006-2007:  Nafta Mazeikiai (2)
- 2007-2008:  Nautara (2)
- 2008-2009:  Nautara (3)
- 2009-2010:  Nautara (4)
- 2010-2011:  Nautara (5)
- 2011-2012:  Bekentas (1)
- 2012-2013:  Nautara (6)
- 2013-2014:  Lokomotyvas Radviliškis (1)

- 2014-2015:  Inkaras Kaunas (6)
- 2015-2016:  Baltija Panevėžys (1)
- 2016-2017:  Vytis (1)
- 2017-2018:  Vytis (2)
- 2018-2019:  Vytis (3)
- 2019-2020:  Vytis (4)
- 2020-2021:  Vytis (5)
- 2021-2022:  Žalgiris (6)
- 2022-2023:  Žalgiris (7)
- 2023-2024:  Žalgiris (8)